# Eskild Bakke Olsen
Eskild Bakke Olsen, född 19 mars 2002 i Hamar, är en norsk professionell ishockeyspelare som spelar för Linköping HC i SHL. Bakke Olsen gjorde seniordebut för moderklubben Storhamar i Eliteserien säsongen 2019/20 och tog två norska silver med klubben 2022 och 2023. Därefter anslöt han till svenska BIK Karlskoga i Hockeyallsvenskan och utsågs till årets rookie i Hockeyallsvenskan 2024. Samma år signerade han ett avtal med Linköping HC i SHL.
Bakke Olsen gjorde A-landslagsdebut 2022 och har representerat Norge under ett VM. Som junior spelade han JVM 2022 för Norge.

## Karriär

### Klubblag

#### 2017–2023: Början av karriären i Norge
Bakke Olsen inledde sin ishockeykarriär i moderklubben Storhamar. Säsongen 2017/18 stod han för 81 poäng på 28 matcher i Storhamars U16-lag. Han slutade på andraplats i poängligan och med 58 assistpoäng vann han seriens assistliga. Den efterföljande säsongen spelade han främst för Storhamar U18 och debuterade också i Storhamar U21. På 23 matcher för U18 stod han för 29 poäng och slutade på tredje plats i lagets interna poängliga. Säsongen 2019/20 gjorde Bakke Olsen debut i Eliteserien och spelade totalt 28 grundseriematcher för Storhamar. Han gjorde debut i en 1–2-förlust mot Stjernen Hockey den 3 oktober 2019. Månaden därpå, den 7 december, gjorde han sitt första mål i Eliteserien i en 2–9-seger mot Grüner Ishockey. Med sina fem poäng var han den U18-junior som gjorde flest poäng i ligan. Denna säsong spelade han också för Storhamar U18 och U21.
Säsongen 2020/21 var Bakke Olsens första hela säsong i Eliteserien. Säsongen avbröts dock i förtid på grund av Covid-19-pandemin. Bakke Olsen slutade på tredje plats i lagets interna poängliga med 26 poäng på 24 grundseriematcher, varav sju mål. Säsongen 2021/22 var Bakke Olsens poängmässigt bästa i Eliteseriens grundserie. Han spelade 27 matcher och noterades för 29 poäng (9 mål, 20 assist). Laget slutade på sjätte plats i grundserien och tog sig sedan till final i det efterföljande slutspelet genom att slå ut Vålerenga Ishockey (4–2) och Stjernen (4–1). I finalen ställdes man mot Stavanger Oilers som vann serien med 4–0 i matcher. Bakke Olsen tilldelades därmed ett silver och på 15 matcher stod han för ett mål och fem assistpoäng. Säsongen 2022/23 slutade Storhamar på andra plats i grundserien. Bakke Olsen gjorde en något sämre säsong poängmässigt med 25 poäng på 40 matcher. För andra säsongen i följd tog sig laget till finalspel i det efterföljande slutspelet. Återigen föll man mot Stavanger, med 4–3 i matcher. Bakke Olsen höjde sig poängmässigt under slutspelet och gjorde i snitt en poäng per match. På 17 matcher stod han för 4 mål och 13 assist.

#### Från 2023: BIK Karlskoga
Den 27 april 2023 bekräftades det att Bakke Olsen lämnat Norge för spel med den svenska klubben BIK Karlskoga i Hockeyallsvenskan. Han gjorde debut i Hockeyallsvenskan den 22 september samma år, i en 2–4-förlust mot Östersunds IK. Den 5 november 2023 gjorde han sitt första mål, på Tomas Rydén, i en 2–3-förlust mot Tingsryds AIF. Karlskoga slutade på sjunde plats i grundserien där Bakke Olsen vann lagets interna poängliga med 37 poäng på 49 matcher, varav tio mål. Med 27 assistpoäng vann han också lagets interna assistliga, tillsammans med Henrik Larsson. I det följande slutspelet slog Karlskoga ut Kalmar HC med 2–1 i matcher i den första rundan. I denna serie stod Bakke Olsen för åtta poäng. Därefter slog man ut Södertälje SK med 4–0 i matcher, innan man själva slogs ut i semifinal mot Brynäs IF med 4–1. På tolv slutspelsmatcher stod Bakke Olsen för 14 poäng vilket gav honom en tredje plats i slutspelets poängliga. Han gjorde nio assistpoäng vilket gjorde att han vann assistligan tillsammans med Linus Klasen och Miks Indrašis. Den 7 april 2024 meddelade Hockeyallsvenskan att Bakke Olsen tilldelats priset som årets rookie.
Den 19 april 2024 stod det klart att Bakke Olsen skrivit ett tvåårsavtal med Linköping HC i SHL. Samtidigt bekräftade klubben att man skulle komma att låna ut Bakke Olsen under det första året till Karlskoga. Den följande säsongen slutade Karlskoga på andra plats i grundserien och Bakke Olsen stod för 53 poäng på 48 spelade matcher. Denna notering gjorde att han blev den norska spelare med flest poäng under en grundserie i Hockeyallsvenskan; detsamma gäller för Bakke Olsens antal assist under en säsong (44). Han vann lagets interna poängliga och slutade på femte plats i den totala poängligan. Utöver detta var han den i laget som ådrog sig flest utvisningar (46). I det följande slutspelet slogs Karlskoga ut i semifinal av AIK med 4–2 i matcher.

### Landslag
2021 blev Bakke Olsen uttagen att spela JVM 2022. Norge tillhörde denna säsong Division I A. Efter att ha vunnit tre av fem matcher stod det klart att Norge placerat sig som trea i tabellen och därmed misslyckats att avancerat till JVM:s toppdivision. På dessa fem matcher noterades Bakke Olsen för tre mål och tre assistpoäng vilket gjorde att han vann Norges interna poängliga.
Den 10 november 2022 gjorde Bakke Olsen A-landslagsdebut i en 6–3-förlust mot Lettland. I början av maj 2024 meddelades det att han blivit uttagen att spela VM 2024 i Tjeckien. Bakke Olsen spelade inte de inledande tre matcherna och gjorde istället VM-debut den 14 maj i en 0–2-seger mot Danmark. I gruppspelets sista match stod han för sina två första A-landslagsmål, på Jackson Whistle, i en 2–5-seger mot Storbritannien. Norge slutade på sjätte plats i grupp A och på fyra spelade matcher stod Bakke Olsen för två mål. Därefter spelade han sitt andra världsmästerskap 2025 i Sverige och Danmark. Norge slutade på sjätte plats i grupp B och slutade på tolfte plats i turneringen. På fem matcher stod Bakke Olsen för en assistpoäng.

## Statistik

### Klubblag
| 2019–20                  | Storhamar                | Eliteserien              | 28  | 2  | 3  | 5  | 0  | —  | — | —  | —  | — |
| 2020–21                  | Storhamar                | Eliteserien              | 24  | 7  | 19 | 26 | 6  | —  | — | —  | —  | — |
| 2021–22                  | Storhamar                | Eliteserien              | 27  | 9  | 20 | 29 | 8  | 15 | 1 | 5  | 6  | 4 |
| 2022–23                  | Storhamar                | Eliteserien              | 40  | 7  | 18 | 25 | 6  | 17 | 4 | 13 | 17 | 2 |
| 2023–24                  | BIK Karlskoga            | HA                       | 49  | 10 | 27 | 37 | 18 | 12 | 5 | 9  | 14 | 6 |
| 2024–25                  | BIK Karlskoga            | HA                       | 48  | 9  | 44 | 53 | 46 | —  | — | —  | —  | — |
| Eliteserien totalt       | Eliteserien totalt       | Eliteserien totalt       | 119 | 25 | 60 | 85 | 20 | 32 | 5 | 18 | 23 | 6 |
| Hockeyallsvenskan totalt | Hockeyallsvenskan totalt | Hockeyallsvenskan totalt | 97  | 19 | 71 | 90 | 74 | 12 | 5 | 9  | 14 | 6 |

### Internationellt
| År            | Lag           | Turnering     | Matcher | Mål | Assists | Poäng | Utv. |
| ------------- | ------------- | ------------- | ------- | --- | ------- | ----- | ---- |
| 2022          | Norge J20     | JVM           | 5       | 3   | 3       | 6     | 2    |
| 2024          | Norge         | VM            | 4       | 2   | 0       | 2     | 2    |
| 2025          | Norge         | VM            | 5       | 0   | 1       | 1     | 2    |
| Junior totalt | Junior totalt | Junior totalt | 5       | 3   | 3       | 6     | 2    |
| Senior totalt | Senior totalt | Senior totalt | 9       | 2   | 1       | 3     | 4    |